# Rocciamelone
Rocciamelone (fr. Rochemelon) – szczyt w Alpach Graickich, części Alp Zachodnich. Leży w północnych Włoszech w regionie Piemont. Należy do masywu Alpi di Lanzo e dell’Alta Moriana. Szczyt można zdobyć ze schronisk Rifugio Ernesto Tazzetti (2642 m) lub Rifugio Cà d’Asti (2854 m). Dzięki temu, że szczyt ten jest wspaniałym punktem widokowym, oraz dzięki łatwej drodze wejściowej, szczyt ten jest jednym z najczęściej odwiedzanych w całych Alpach Zachodnich.
Pierwszego wejścia dokonał Bonifacius Rotarius 1 września 1358 r. Wśród szczytów z zarejestrowaną datą zdobycia Rocciamelone szczyci się najwcześniejszą datą zdobycia.